# 平岡英介
平岡 英介（ひらおか えいすけ、1948年3月3日 - ）は、日本オリンピック委員会（JOC）専務理事、東京オリンピック・パラリンピック競技大会組織委員会理事、日本ローイング協会理事。2019年、旭日小綬章受章。
丸天物流グループの複数企業で、代表取締役も務める。

## 来歴・人物
東京都出身。慶應義塾高等学校を経て1970年に慶應義塾大学を卒業。大学時代はボート競技の選手で、早慶レガッタにも毎年出場した（ミドルクルーや舳手）。
JOCでは総務委員会副委員長、財務専門委員会委員長、法務専門委員会副委員長などを務めてきた。
スポーツ庁のスポーツ未来開拓会議オブザーバーなどでもある。
2023年2月現在、慶應義塾体育会端艇部の三田会（OB OG会）である、三田漕艇倶楽部の会長を務めている。